# Neolissochilus pnar
Neolissochilus pnar — вид коропоподібних риб родини коропових (Cyprinidae). Описаний у 2023 році. Найбільша відома риба, що мешкає у підземних водоймах (до її відкриття найбільшою була — Ophisternon candidum).

## Назва
Вид названо на честь народу пнар, що мешкає на території, де поширена риба.

## Поширення
Ендемік Індії. Риба живе у карстових печерах у нагір'ї Гаро у штаті Мегхалая на сході країни.

## Історія відкриття
Про білих печерних риб у цих місцях було відомо вже дуже давно. Припускалося, що це Neolissochilus hexastichus, який здавався білим, коли над водою світили факелами. Вперше вид був помічений дослідниками у 1990-х роках і зібраний та сфотографований для дослідження лише у 2019 році. Попередньо його ідентифікували як троглобітну форму Tor putitora, але більш детальний аналіз виявив, що він належить до роду Neolissochilus.

## Опис
Довжина голотипного екземпляра N. pnar становить 329,2 мм, а стандартна довжина найбільшої особини, поміченої в її природному печерному середовищі, перевищувала 400 мм, що робить цей вид найбільшою відомою підземною рибою. Голова цієї риби велика, становить трохи більше чверті її довжини, і має дві пари вусиків. Усі плавці гіалінові та напівпрозорі. Цей вид білого або рожевого кольору, без пігментації меланофора. Розмір очей у цього виду зменшується зі збільшенням загального розміру тіла: у найбільших особин їх неможливо помітити без уважного огляду, тоді як в менших риб добре видно великі темні плями під поверхнею шкіри. N. pnar має безперервні бічні лінії з 28–31 перфорованою лускою, а також додатково 1–2 луски на основі хвостового плавця.